# Karel Karika
Karel Karika (* 24. října 1960 Ústí nad Labem) je český politik a aktivista, výrazná osobnost veřejného života v Ústeckém kraji. V roce 2020 byl krátce zastupitelem Ústeckého kraje, od roku 2018 je zastupitelem města Ústí nad Labem, od roku 2014 zastupitelem městského obvodu Ústí nad Labem-město (z toho v letech 2014 až 2018 a znovu od roku 2020 místostarostou tohoto obvodu). Je bývalým členem Zelených, nyní členem Pirátů.

## Život

### Aktivismus
Karel Karika se od konce 80. let aktivně zajímal o veřejné dění v Ústí nad Labem, kde se narodil a žil. Od té doby se věnoval aktivismu a pravidelně se například účastnil demonstrací s romskou tematikou. Z aktivismu pak vzešlo hnutí PRO! Ústí, s kterým se začal angažovat také v politice.
Karel Karika proslul na ústecku svým bojem za práva nejen romských občanů, zapojil se například, tehdy jako starosta centrálního ústeckého obvodu, do kauzy ubytoven Klíšská a Modrá. V roce 2019 v souvislosti s tím dostal cenu Františka Kriegla udělovanou Chartou 77 za boj za práva lidí, které společnost odsouvá na svůj okraj, za práva Romů, bezdomovců a sociálně vyloučených, když podle nadace zachránil od bezdomovectví lidi ze zrušených ubytoven a zabránil tomu, aby byly rodinám odebrány děti do ústavu. Byl spoluzakladatelem iniciativ Ústí proti hazardu a předsedou spolku Československá Romská unie.
Karika založil projekt pomáháme chudým a lidem bez domova, kterého se dosud účastní, a v rámci něho u ústeckého nádraží rozdává potřebným jídlo, které uvařil. Strávníky jsou lidé, kterým v rozpočtu nezbývá na jídlo, tj. bezdomovci, ale i matky samoživitelky nebo například hendikepovaní a senioři. S touto aktivitou začal už jako starosta, ale od března 2019 rozdává jídlo pravidelně každou neděli. Pomáhají mu dobrovolníci, kteří si říkají Zdarmáci, a také jeho žena i děti. S cenou Františka Kriegla z roku 2018 byla spojena i odměna ve výši 10 tisíc korun, kterou investoval do vybudování kuchyně pro tento účel.
Po přesunutí komunitního centra Domu sv. Materny do nových prostor na konci roku 2019 se stal Karika od ledna 2020 jeho vedoucím. Věnuje se tak dětem ze sociálně slabých rodin. V plánu má vybudovat pro ně kuchařské, zámečnické, truhlářské a zahradnické dílny.

### Politika
Z jeho aktivismu vzešlo i angažmá v ústecké politice. V roce 2009 se stal členem Strany zelených.
V letech 2014 až 2018 zastával funkci místostarosty městského obvodu Ústí nad Labem – město za hnutí PRO! Ústí. Od června 2017 do října 2018 byl pověřeným starostou obvodu. Jako starosta byl populární, především díky svému zapojení do kauz uzavření ubytoven Klíšská a Modrá. Postavil se tehdy za 147 ubytovaných, kteří měli skončit na ulici, a začal jim shánět byty a nouzové ubytování, takže nakonec se mu podařilo všechny ubytovat. Sklidil za to ale také mnohé výhrůžky. Aby potřebné z ubytoven tehdy majitelé nových bytů ubytovali, musel prodat svoje auto a zaplatit za ně z utržených peněz jejich kauce.
V krajských volbách 2016 kandidoval za koalici Strany zelených a Pirátů, ale neuspěl. Po volbách na podzim 2018 vyhrálo v centrálním ústeckém obvodu jeho hnutí PRO! Ústí, ale na koalici se dohodly ostatní strany a hnutí tak skončilo v opozici a dříve populární starosta jen jako běžný zastupitel.
V roce 2019 vstoupil do České pirátské strany a na konci roku byl zvolen jejím lídrem pro Ústecký kraj pro nadcházející krajské volby 2020, ve kterých byl zvolen do krajského zastupitelstva. Mandátu se ale v prosinci vzdal ve prospěch funkce místostarosty městského obvodu Ústí nad Labem-město, do které byl zastupiteli zvolen po předchozím pádu tamní koalice. Po dvou letech se tak do této funkce vrátil.

### Osobní život
Karel Karika je nejmladší z devíti dětí, má romský původ. Otec ho velice tvrdě vedl k přísné a přesné zodpovědnosti za všechno, co dělal. Po vojně v roce 1981 vystudoval v Teplicích střední dopravní průmyslovou školu. V roce 1988 začal podnikat v akvaristice, ke které byl veden od dětství, a u té zůstal skoro 30 let. Choval a vyvážel akvarijní rybičky a obojživelníky (Aquarium Karika). Podnikání ukončil, když se stal v roce 2014 místostarostou. Ve městě pořádá kulturní a sportovní akce. Čte science fiction, má rád skupinu Beatles a potápění. Má manželku a dvě děti. Jeho krédem je „Buď sám tou změnou“ a „láska vždy zvítězí nad zlem.“